# Colectivo Almendros
Se conoce como Colectivo «Almendros» a un grupo de personas que durante la Transición española publicó diversos artículos en el diario ultraderechista El Alcázar. Algunos de estos artículos fueron caldo de cultivo del golpe de Estado del 23-F. El colectivo habría nacido a mediados de noviembre de 1980, quedando constituido por un grupo de militares y civiles de ideología involucionista. Sus postulados defendían una salida anticonstitucional en los primeros años de la Transición democrática.
Estas proclamas se hicieron a través de tres artículos, el primero de ellos publicado el 17 de diciembre de 1980 con el título «Análisis político del momento militar»; el segundo artículo, con fecha 22 de enero de 1981, se tituló «La hora de las otras instituciones»; y el tercer y último artículo, titulado «La decisión del mando supremo», se publicó en el diario madrileño el 1 de febrero de 1981, tan solo unos días antes del intento de golpe de Estado.
Se desconoce todavía quiénes fueron las personas que estuvieron detrás del colectivo «Almendros». Según diversos autores, hay fundadas sospechas de que se trataba de una mezcla civil-militar en la que pudieron estar presentes personalidades políticas de la extrema derecha. En el libro de Jesús Palacios "23-F: El golpe del CESID" apunta que fue Manuel Cabeza Calahorra.